# Деккер, Константин
Константин Деккер или Декер (нем. Konstantin Decker; 20 декабря 1810, Фюрстенау, ныне — часть города Бойценбургер-Ланд (земля Бранденбург) — 28 января 1878, Штольп, провинция Померания, Германская империя) — немецкий пианист, композитор и музыкальный педагог.
Учился в Берлине у Зигфрида Дена, концертировал по Германии — так, в 1840-х годах «Всеобщая музыкальная газета» сообщала о нём как об «умелом и искусном исполнителе», играющем собственные композиции и сочинения «новейших героев клавиш вроде Гензельта». Затем много лет жил и работал в Санкт-Петербурге, преподавал (его ученицей, в частности, была Ингеборг Штарк). В 1850-е годы — в Кёнигсберге, где в 1852 году была исполнена его опера «Изольда, графиня Тулузская». Среди произведений Деккера также песни на стихи Людвига Уланда, Иоганна Вольфганга Гёте, Готфрида Августа Бюргера, Генриха Гейне. Деккер выполнил фортепианное переложение песни Франца Шуберта «Лесной царь», позднее вытесненное версией Ференца Листа. С 1859 года жил в Штольпе, где его учеником был Пауль Гайслер.